# Caspar Hofman
Caspar Hofman, także Caspari (Gaspari) Hofmanni oraz Casparus Hofmannus (ur. 1572, zm. 1648) – lekarz, profesor związany z Akademią Medyczną we Frankfurcie nad Odrą.

## Życiorys
Znał język grecki. Swoje dzieła pisał w języku łacińskim. Przez jakiś czas pełnił funkcję osobistego lekarza Fryderyka Wielkiego. Jako pierwszy docenił i wydał ekspertyzę na temat źródeł termalnych znajdujących się w Cieplicach Śląskich. W roku 1591 napisał na ich temat pracę Tractat de thermis hirschbergensis, tym samym pierwszy naukowo potwierdził lecznicze właściwości cieplickich źródeł i przyczynił się do ugruntowania ich sławy.
Caspar Hofman był wszechstronnie utalentowanym lekarzem. Z zachowanych z 1636 roku 7 listów Williama Harveya do niego wynika, ze bardzo interesował się dokonanym przez tego pierwszego odkryciem dużego obiegu krwi i krążeniem krwi w ogóle. Caspar Hofman korespondował również z Joanni Kirchmanno z Lubeki.

## Zachowane dzieła
- Commentarii in Galeni de usu partium corporis humani lib. 17. Cum variis lectionibus in vtrumque codicem, Graecum & Latinum, & indice gemino. Opus, non medicis tantum, sed & philosophis, nec minus philologis paratum – typis[3] Wechelianis, apud Danielem & Davidem Aubrios, & Clementem Schleichium. (1625)
- De thorace, ejusque partibus commentarius tripartitus. In quo discutiuntur praecipue ea, quae inter Aristotelem & Galenum controversa sunt – typis & sumptibus Wechelianorum, apud Danielem & Davidem Aubrios & Clementem Schleichium (1627)
- Animadversiones in Com. Montani libros quinque de morbis et Thomae Erasti Anatomen eorundem, nec non Ant-Erastica ejusdem Montani. Cum auctario de causa continente – apud Joannem Janssonium (1641)
- De locis affectis libri tres. His praemisimus septenarium controversiarum huc facientium – typis Wolfgangi Endteri (1642)
- Pro veritate opellae tres. 1. Adrastea Galeni. 2. Exercitationes juueniles contra Parisanum, aliósque. 3. Ant-Argenterius. Isocrates (1647)
- Wstęp Cum epikrisis Caspari Hofmanni (1647) do bloku 1. Augustini Buccii, ... Disputatio de principatu partium corporis, excusa olim Taurini, (1583). 2. Ludouici Buccaferreae, ... Oratio de eodem negotio. Extat in Apologia Francisci Putei pro Gal. contra Vesalium, Venetiis excusâ, (1562). 3. Iulii Caesaris Claudini, ... Quaestio de sede facultatum principum, excusa Basileae, (1617).
- Opuscula medica, in duas partes diuisa, quarum prima habentur Pro veritate opellae tres: nimirum 1. Adrastea Galeni. 2. Exercitationes iuueniles, contra Aemil. Parisanum, & alios 16. Neotericos. 3.Ant-Argenterius. Secunda parte continentur 1. Augustini Buccij, Ludouici Buccaferreae, Iuliij Caesaris Claudini de principatu partium coprporis quaestiones tres, cum epikris Caspari Hofmanni. 2. Collatio doctrinae Aristotelis cum doctrina Galeni, de Anima, instituta ŕ C. Hofmanno. 3. Casp. Hofmanni, ... Pathologia parua, &c. 4. Eiusdem Caspari Hofmanni, Reiectanea pathologica, .. – apud Casparum Meturas, viâ Iacobaeâ, sub signo SS. Trinitatis, prope Maturienses (1647)
- Tractatus de febribus, cum indice rerum notabilium nunc primum editus – impensis Joh. Georgii Cottć (1663)
- De calido innato et spiritibus, syntagma in duos libros tributum, cum praefatione de sectis philosophorum – apud Thomam Matthiam Gotzium (1667)
- De medicamentis officinalibus, tam simplicibus quam compositis, libri duo. Accesserunt quasi Paralipomena .. – apud Thomam Matthiam Gotzium 1667
- Apologić pro Galeno, siue Chrestomatheion ... Tomus prior continens Isagogica & Physiologica .. – sumptibus Laurentii Anisson (1668)